# زرنيخيد إنديوم ثلاثي

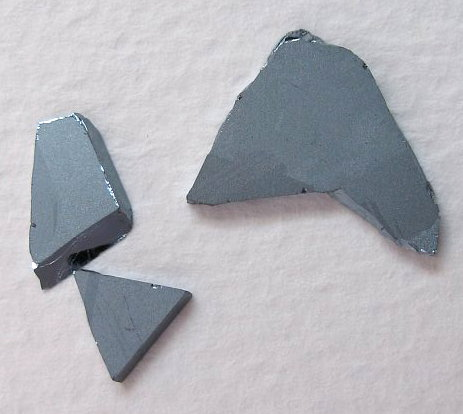

 زرنيخيد إنديوم ثلاثي (بالإنجليزية: Indium arsenide)‏ مركب كيميائي له الصيغة InAs، ويكون على شكل بلورات رمادية، وهي عبارة عن مادة نصف ناقلة تتألف من الزرنيخ والإنديوم.